# Immanuel Gottlob Kober
Immanuel Gottlob Kober (* 24. Oktober 1801 in Tübingen; † 8. Oktober 1870 in Reutlingen) war ein deutscher Jurist, Verwaltungsbeamter und Oberamtmann, vergleichbar mit einem heutigen Landrat.

## Leben
Immanuel Gottlob Kober, der Sohn eines Strumpfwebers, machte zunächst eine Ausbildung als Schreiber und studierte von 1822 bis 1827 Rechts- und Staatswissenschaften an der Universität Tübingen. Nach der Staatsprüfung wurde Kober 1829 Oberamtsaktuar beim Oberamt Waiblingen und 1830 Aktuar, 1832 Oberpolizeikommissar bei der Stadtdirektion Stuttgart. 1834 wurde Kober auf sein Ansuchen aus diesem Amt entlassen und ging als Verwalter zum Katharinenhospital Stuttgart. 1838 war er kurzzeitig Oberamtsverweser beim Oberamt Marbach. Im gleichen Jahr wurde er Oberamtmannsverweser beim Oberamt Neckarsulm, wo er 1841 zum Oberamtmann befördert wurde. 1844 wurde Kober in gleicher Funktion zum Oberamt Urach versetzt, wo er 1856 wegen mangelnder Amtsführung zur Stelle eines Expeditors bzw. Regierungssekretärs mit dem Titel eines Oberamtmanns beim Schwarzwaldkreis in Reutlingen strafversetzt wurde. Dieses Amt hatte er bis 1870 inne. Immanuel Gottlob Kober starb am 8. Oktober 1870.

## Auszeichnungen
1842 wurde Kober Ritter des Großherzoglich Hessischen Verdienstordens Philipps des Großmütigen.